# Додолске песме
Додолске песме од досда, додола, додолица - девојка која је у средишту обреда за кишу, су типичне обредне, ритуалне песме, које, за разлику од осталих обредних лирских песама, нису везане за одређени датум у години или празник, већ су извођене приликом великих летњих суша. Најчешће су се певале од Ђурђевдана до Петровдана и то четвртком. Тада су обично, младе девојке, маскиране у лишће и грање (као симбол бујања вегетације) обилазиле сеоске куће и изводиле додолски ритуал (певање додолских песама уз ритуални плес). Домаћин би тада „додоле“ поливао водом и тиме магијски призвао кишу. Цео додолски ритуал потиче из предхришћанског времена и представља један од најстаријих традиција словенских народа.
Четвртак је вероватно некада био посвећен словенском богу грома, Перуну. У неким словенским језицима четвртак се и зове перендан.

## Извођачи додолског обреда
Додолске песме изводе додоле (пеперуде, пеперуше, пепероне, барбаруше), а главна међу њима је сексуално чиста девојка.

## Извођење додолског обреда
Уочи дана када ће ићи у додоле девојке су чупале крст са незнаног гроба и потапале га у реци. Оне иду и у цркву и помету је, па смеће однесу на реку, где се и саме окупају.
Девојке иду по селу, од куће до куће, те певају песме и слуте да удари киша. Једна од девојака се скине нага до појаса, па се увеже и обложи различитим травама и цвећем тако да јој се кожа не види нигде нимало. Када дођу пред кућу онда нага додола игра сама ситним корацима, а остале стану у ред и певају. Потом домаћица или неко други водом изнесеном из куће полива додолу док ова игра и окреће се.
Цео овај поступак представља својеврсну имитативну магију.

## Проблем припева
Све додолске песме имају припев ”ој, додо, ој, додо ле” или ”ој, додо ле, мој божо ле”, чије значење није најјасније. Могао би бити у вези са неким од Перунових атрибута.